# Орнела Ворпсі
Орнела Ворпсі (алб. Ornela Vorpsi; 1968, Тирана) — албанська художниця і письменниця.

## Біографія
Вивчала історію мистецтва Академії музики та мистецтв Албанії, з 1991 — у міланській Академії Брера. У 1997 році переїхала до Парижа, закінчила Університет Париж VIII. Пише прозу на італійською та французькою мовами. Входить до числа 35 найкращих європейських письменників, антологію новел яких склав у 2010 Александр Хемон (передмова Зеді Сміт). Книги удостоєні багатьох премій, переведені на основні європейські мови.